# Pseudolimnophila supplementa
Pseudolimnophila supplementa är en tvåvingeart som beskrevs av Alexander 1945. Pseudolimnophila supplementa ingår i släktet Pseudolimnophila och familjen småharkrankar. Inga underarter finns listade i Catalogue of Life.